# 道原克己
道原克己（日语：道原 かつみ、1958年2月13日—），是日本廣島縣三原市賴兼町出身的女性漫畫家、插畫家。

## 概要
- 主要在新書館、德間書店的雜誌上活動。不只漫畫、也為作品繪製插畫。曾獲第21屆星雲獎美術部門獎項。作品大多與麻城悠合作。

- 以《銀河英雄傳說》漫畫版受人矚目，引進台灣之初姓名被翻譯為「道原香津美」[2]，而在中國大陸出版的銀英小說則依道原本人意願、指定譯名「道原克巳」，台灣方面也正名「道原克己」。[3][4]

## 主要作品
- 銀河英雄傳說系列
- JOKER系列

## 外部連結
- 的X（前Twitter）